# جريان (حوسبة)

الجريان (بالإنجليزية: Stream)‏ هو مُصطلح في علم الحاسوب، وهو سلسلة من بيانات العناصر تنشئ مع الوقت,نستطيع اعتبارها كمجموعة من الأشياء تمر في حزام ناقل وتعالج في وقت واحد كالمعالجة بالدفعات.